# Physocephala brevipennis
Physocephala brevipennis är en tvåvingeart som beskrevs av Camras 1962. Physocephala brevipennis ingår i släktet Physocephala och familjen stekelflugor. Inga underarter finns listade i Catalogue of Life.